# О’Райли, Женевьев
Женевье́в О’Райли (англ. Genevieve O’Reilly; род. 6 января 1977, Дублин, Ирландия) — ирландская актриса, известная по таким фильмам как «Молодая Виктория», «Диана: Последние дни принцессы» и «Удивительное путешествие Мэри Брайант». Также известа благодаря исполнению роли Мон Мотмы в медиафраншизе «Звёздные войны».

## Детство и юность
О’Райли родилась в Дублине, а выросла в Аделаиде. Она — старший ребёнок в семье из четырёх братьев и сестёр. В возрасте двадцати лет Женевьев переехала в Сидней для участия в Национальном институте драматического искусства, который окончила в 2000 году. В 2005 году она вновь переехала в Великобританию. 

## Карьера
О’Райли снималась в качестве дублёра в фильме «Белый Дьявол» (реж. Гейл Эдвардс). Она появлялась в театральной постановке «The Weir» Конора Макферсона в Дублине. Также О’Райли появилась в нескольких постановках, снятых в Австралии, в том числе и фильмах «Матрица». Она также сыграла молодую Мон Мотму в фильме 2005 года «Звёздные войны. Эпизод III: Месть ситхов», однако на стадии пост-продакшена сцены с её участием были вырезаны. 
После переезда в Великобританию О’Райли снялась в политическом мини-сериале «Государство», офицера связи Сару Колфилд в восьми сериях, принцессу Диану в 2007 году. Это документальная драма о последних месяцах жизни леди Ди. О’Райли также играла Мишель Брэдли в ремейке «День Триффидов», который был показан на BBC One в декабре 2009 года.
В 2016 году О’Райли вернулась к роли Мон Мотмы в фильме «Изгой-один. Звёздные войны: Истории», а в 2022 и в 2023 годах — в сериалах Disney+ «Андор» и «Асока» соответственно. Позже повторила эту роль во втором сезоне «Андора».

## Личная жизнь
Сейчас актриса вместе с мужем живёт в Лондоне. У них двое детей, сын и дочь.

## Фильмография
| Год       |   | Русское название                         | Оригинальное название                      | Роль                      |
| --------- | - | ---------------------------------------- | ------------------------------------------ | ------------------------- |
| 2002—2005 | с | Все святые                               | All Saints                                 | Линн Кёртис               |
| 2003      | ф | Матрица: Перезагрузка                    | The Matrix Reloaded                        | офицер Уирц               |
| 2003      | ф | Матрица: Революция                       | The Matrix Revolutions                     | офицер Уирц               |
| 2004      | ф | Кибервойны                               | Avatar                                     | Дэш Маккензи              |
| 2005—2005 | с | Удивительное путешествие Мэри Брайант    | The Incredible Journey of Mary Bryant      | Алисия                    |
| 2005      | ф | Звёздные войны. Эпизод III: Месть ситхов | Star Wars Episode III: Revenge of the Sith | Мон Мотма                 |
| 2005      | ф | Второй шанс                              | Second Chance                              | Сьюзи Фулхэм              |
| 2005      | ф | Жизнь                                    | Life                                       | Шелли Дэн                 |
| 2006—2006 | с | Состояние внутри                         | The State Within                           | Кэролайн Хэнли            |
| 2007      | ф | Диана: Последние дни принцессы           | Diana: Last Days of a Princess             | Диана, принцесса Уэльская |
| 2009—2009 | с | Призраки                                 | Spooks                                     | Сара Колфилд              |
| 2009      | ф | Молодая Виктория                         | The Young Victoria                         | леди Флора Хастингс       |
| 2009—2009 | с | День триффидов                           | The Day of the Triffids                    | Мишель Бэрдли             |
| 2011—2011 | с | Воскрешая мёртвых                        | Waking the Dead                            | Джули Рис                 |
| 2011—2011 | с | Эпизоды                                  | Episodes                                   | Джейми Лапидус            |
| 2012—2012 | с | Убийства в Мидсомере                     | Midsomer Murders                           | Нина Морган               |
| 2015      | с | Изгнанники                               | Banished                                   | Мэри Джонсон              |
| 2016      | ф | Изгой-один. Звёздные войны: Истории      | Rogue One: A Star Wars Story               | Мон Мотма                 |
| 2017      | ф | Снеговик                                 | The Snowman                                | Бирта Беккер              |
| 2017      | с | Стальная звезда                          | Tin Star                                   | Энджела Уорт              |
| 2019      | ф | Толкин                                   | Tolkien                                    | миссис Смит               |
| 2020      | ф | Город тайн                               | The Dry                                    | Гретхен                   |
| 2022—2025 | с | Андор                                    | Andor                                      | Мон Мотма                 |
| 2023      | с | Асока                                    | Ahsoka                                     | Мон Мотма                 |